# 美原エリアゾーンバス

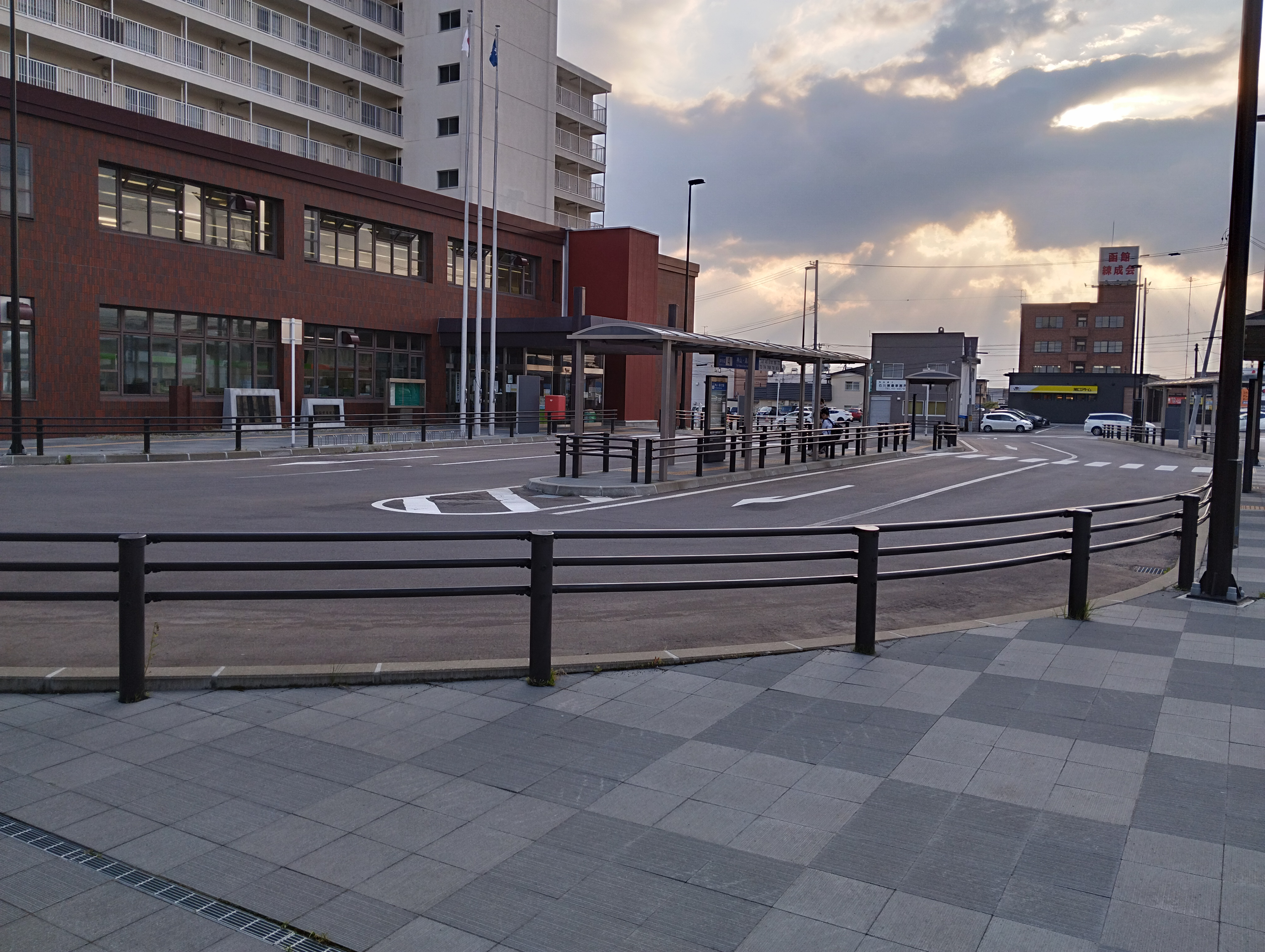
拠点の美原地区路線バス乗降場

美原エリアゾーンバス（みはらえりあぞーんばす）とは、函館市役所亀田支所管内（旧・亀田市）の美原、石川、赤川、神山で函館バスが導入したゾーンバスである。

## 概要
函館バスは2003年（平成15年）に函館市営バスの路線をほぼそのまま継承した事もあり、市民からも複雑で分かりづらいという声が以前よりあった。そのため函館市がこれらの声を受け、解決策のひとつとして検討してきた運行形態である。
官民組織「市生活交通協議会」が、ゾーンバス導入の検討を行い、美原を拠点として郊外に延びる石川・赤川・神山の3つのゾーンのみで導入する事が決定したのを受けて2022年（令和4年）4月1日に函館バスが導入したゾーンバスである。
ゾーンバスの拠点として函館駅前拠点、五稜郭拠点、湯川拠点、美原拠点が検討された。うち、函館駅前拠点、五稜郭拠点は幹線バスの運行距離が短く非効率など、湯川拠点は屋外でのバス停での乗り換えが必要などで見送られ、美原のみの導入になった。
2021年（令和3年）4月1日に函館市役所亀田支所前に運行拠点「美原地区路線バス乗降場」を開設し、翌年よりゾーンバスが導入された。

## 支線バス
東山墓園線
- 50系統[3]

赤川・五稜郭線（旧105・55系統）
- 55H[3]

富岡・美原台・大川線
- 52・52A系統[3]
- 56系統[3]

旧・リング
- 58系統[3]